# Hertog van Orléans

Wapen van het hertogdom Orléans

De titel hertog van Orléans (Frans: duc d'Orléans) is een dynastieke titel die werd ingesteld door koning Filips VI van Frankrijk, die ze samen met het tot hertogdom verheven graafschap Orléans in apanage gaf aan zijn jongere zoon Filips. Nadat deze in 1375 zonder mannelijke nakomelingen was overleden, verleende koning Karel VI de vrijgekomen titel in 1392 aan zijn jongere broer Lodewijk. Deze liet ze na aan zijn zoon Karel, die ze zelf doorgaf aan zijn zoon Lodewijk. Toen deze in 1498 koning van Frankrijk werd onder de naam Lodewijk XII, vielen de titel en het hertogdom aan de kroon terug.
In 1626 deed Lodewijk XIII de titel herleven en verleende hem aan zijn jongere broer Jean-Baptiste-Gaston. Nadat deze in 1660 gestorven was zonder een mannelijke opvolger, werd het hertogdom in het daaropvolgende jaar (1661) door Lodewijk XIV aan zijn jongere broer Filips geschonken. Die liet ze na aan zijn zoon Filips - die van 1715 tot 1723 het regentschap over de jonge Lodewijk XV uitoefende - en stichtte daarmee een zijtak van het huis Bourbon, die tot op vandaag bestaat. Een van haar telgen was Lodewijk Filips I van Frankrijk, die in 1830 als 'burgerkoning’ de afgezette Karel X op de Franse troon volgde (en hem zelf in 1848 door afdanking weer verloor).
De huidige Franse troonpredentent en zijn familieleden, afstammelingen van Filips IV van Orléans noemen zich het Huis Bourbon-Orléans.
Uit de door Lodewijk I van Orléans omstreeks 1400 gestichte lijn van het Huis Valois-Orléans ontstonden nog twee andere belangrijke zijtakken: zijn zoon Jan stichtte het huis der graven van Angoulême, die met Frans I een koning van Frankrijk leverden, terwijl zijn erkende bastaardzoon Jan de stamvader van het huis der hertogen van Longueville werd.
Traditioneel was de titel voorbehouden voor 's konings oudste broer. Het hertogdom Orléans had de gelijknamige Loire-stad als zetel en strekte zich uit over de huidige departementen Loiret, Loir-et-Cher, Eure-et-Loir (grotendeels) en Yonne (gedeeltelijk). Na 1400 omvatte het ook de strategisch belangrijke gebieden van de Sire de Coucy in Noord-Frankrijk..